# Eduard Selzam

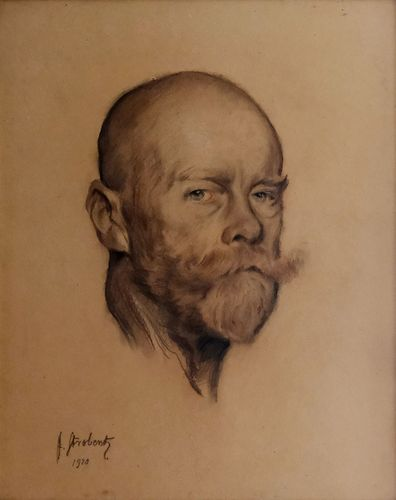
Eduard Selzam: Porträt von Fritz Strobentz (1920)

Friedrich Valentin Carl Eduard Selzam (* 2. Oktober 1859 in Worms; † 6. November 1951 in Utting am Ammersee) war ein deutscher Maler.

## Leben

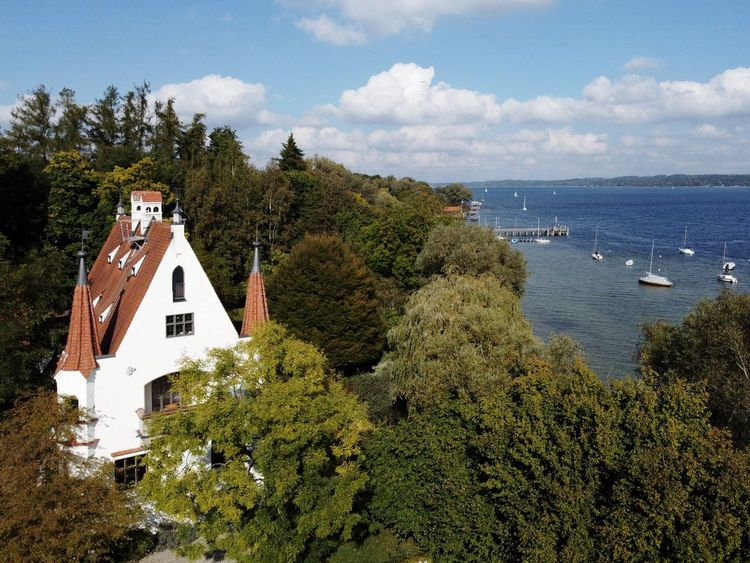
Das vom Maler erbaute und bewohnte „Schlössl“ in Utting am Ammersee

Eduard Selzam entstammte einer angesehenen Darmstädter Offiziersfamilie. Er studierte ab 1877 an der Königlichen Akademie der Bildenden Künste in München in der Naturklasse bei Johann Leonhard Raab, Gabriel von Hackl und Ludwig von Löfftz. Im Umkreis der Akademie lernte er Wilhelm Leibl, Fritz Strobentz und Paul Hoecker kennen, die seine künstlerische Entwicklung maßgeblich beeinflussten. 1893, ein Jahr nach der Gründung, trat er der Münchner Secession bei und beteiligte sich an deren Ausstellungen.
Parallel zur künstlerischen Entwicklung durchlief er, der Familientradition folgend, eine militärische Laufbahn bis hin zum Rittmeister der Reserve.
In den frühen 1880er Jahren führte den Maler sein Weg an den Ammersee, wo er sich ab 1889 auf einem Seegrundstück in Utting am Ammersee nach eigenen Plänen ein Schloss im historisierenden neugotischen Stil, eingefasst von diversen Wirtschaftsgebäuden, bauen ließ. Er gehörte damit zu den ersten Künstlern, die sich am Westufer des Ammersees niederließen. Ab 1893 brachte Selzams Malerkollege Paul Hoecker als Professor der Akademie seine Schüler zum Plein-Air-Malen mit an den See. Aus diesem Kreis entstand die Künstlervereinigung Scholle, von deren Mitgliedern sich mehrere im nahen Dorf Holzhausen Ateliers und Künstlerhäuser bauten und so den Kern der dortigen Künstlerkolonie Holzhausen am Ammersee bildeten. Eine direkte Verbindung Eduard Selzams zur Künstlervereinigung Scholle ist nicht nachweisbar. 
Als Schlossherr mit zugehörigem landwirtschaftlichem Betrieb war er finanziell nicht auf den Verkauf seiner Bilder angewiesen und konnte seinen künstlerischen Neigungen frei nachgehen. In den erhaltenden Porträts, den Genre- und Landschaftsbildern mit Motiven vom Ammerseeufer können Jugendstil und Impressionismus als einflussgebend für seinen Malstil identifiziert werden.
Über die Malerei hinaus schuf der Künstler Zeichnungen, Radierungen, Kupferstiche und betätigte sich in der angewandten Kunst. So entwarf er einen Großteil des Interieurs seines „Schlössls“. Dort lebte der Künstler und Rittmeister d. R. bis zum Jahr 1951, in dem er hochbetagt starb und im Familiengrab der Selzams in Darmstadt bestattet wurde.

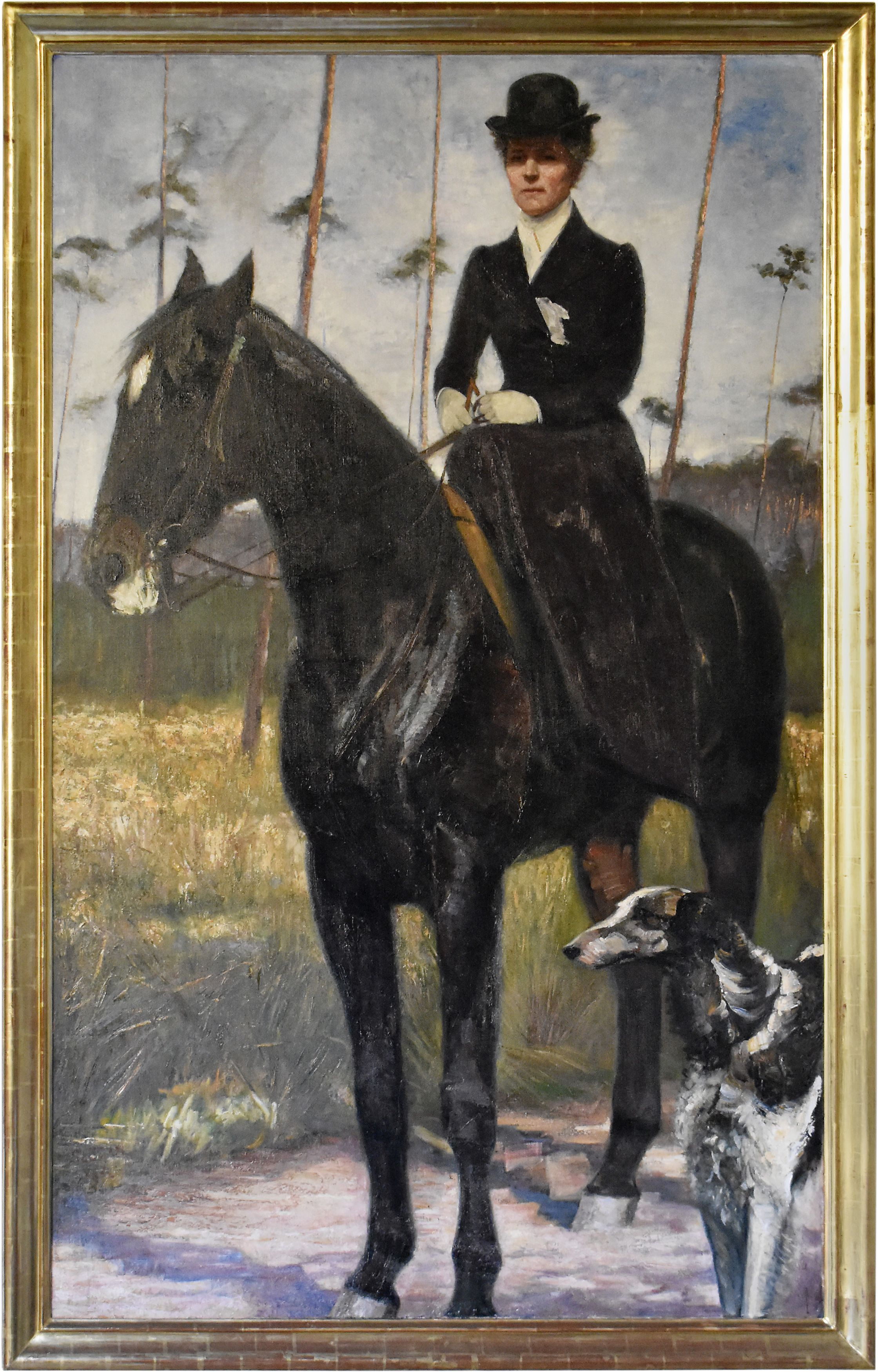
Eduard Selzam: Martha zu Pferde (dargestellt ist die Schwägerin des Malers, Martha von Selzam)

## Ausstellungen
- 1886: Jubiläums-Ausstellung der Kgl. Akademie der Künste, Berlin
- 1888: III. Internationale Kunst-Ausstellung (Münchener Jubiläumsausstellung) im Königlichen Glaspalast in München
- 1890: Bremer Allgemeine KunstausstellungMünchener Jahresausstellung von Kunstwerken aller Nationen im kgl. Glaspalast
- 1892: VI. Internationale Kunst-Ausstellung im Kgl. Glaspalast München
- 1893: Große Berliner Kunstausstellung
- 1894: Münchener Secession
- 1896: Münchener Secession
- 1897: VII. Internationale Kunst-Ausstellung im Kgl. Glaspalast München
- 1911: Kunstausstellung Mathildenhöhe Darmstadt
- 1930: Ausstellung 200 Jahre Darmstädter Kunst: II. Abteilung 1830–1930, Darmstadt

## Werke in Sammlungen
- Belvedere, Wien
- Städtische Galerie im Lenbachhaus und Kunstbau, München
- Städtische Kunstsammlung Darmstadt, Institut Mathildenhöhe